# Phoneutria nigriventer

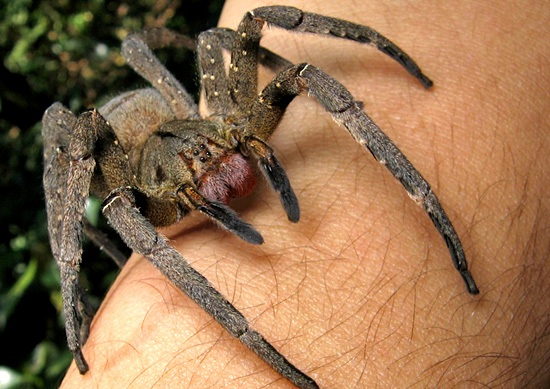
Fêmea de P. cf nigriventer (a espécie é venenosa e o seu manuseamento constitui um risco significativo).

Phoneutria nigriventer (Keyserling, 1891), conhecida pelos nomes comuns de armadeira ou aranha-bananeira, é uma espécie de aranha araneomorfa da família Ctenidae, considerada como uma das espécies de aranha mais tóxicas conhecidas. É uma grande aranha errante, de aspecto imponente e comportamento agressivo, com um tamanho próximo ao de uma mão humana, com grandes quelíceras de coloração avermelhada, dois olhos grandes frontais e dois, de menores dimensões, em cada lado. As patas são grossas e peludas, fazendo desta aranha, que é muito veloz, um animal temido nos navios de transporte de bananas, nas plantações e nos portos tropicais. A área de distribuição natural inclui o Brasil, o Paraguai, o Uruguai (onde terá sido introduzida) e o norte da Argentina.

## Descrição
Apresenta patas grandes, com 130 a 150 mm de comprimento, com um tamanho corporal de 17 a 48 mm. A espécie tem a reputação de se esconder nos cachos de bananas, o que deu origem ao nome comum de aranha-bananeira (em inglês: banana spider). Esse comportamento, aliado ao seu tamanho (ocupa toda a palma de uma mão), grandes quelíceras, autênticos colmilhos, de coloração avermelhado-pardo, dois grandes olhos frontais e dois olhos menores de cada lado, a que se juntam patas grossas e peludas, fazem com que esta aranha, que é muito veloz, seja muito temida nos navios de transporte de bananas, nas plantações de bananas, nos portos tropicais.
A par da espécie Phoneutria fera, que apenas ocorre naturalmente nas selvas entre o Peru e o Brasil, esta aranha nómada é considerada como a mais venenosa de todas as aranhas conhecidas.
Daí resulta que Phoneutria nigriventer é a espécie de aranha que mais acidentes causa, particularmente entre os trabalhadores das plantações de bananeiras. Como a espécie vive nas plantações de banana, quando os trabalhadores fazem a colheita podem ser atacados por esta agressiva inquilina. A sua picada é tão venenosa que a quantidade de veneno de P. nigriventer requerido para matar a um rato de laboratório de 20 gramas é de apenas 6 μg por via intravenosa e de 134 μg por via subcutânea, comparado com 110 μg e 200 μg respectivamente para o veneno de Latrodectus mactans.
Acresce que o seu comportamento sinantrópico, aliado à sua capacidade nómada, permitem que apareça lugares inesperados de todo o mundo, em geral associada a bananas e a outras mercadorias originárias dos portos da América do Sul. A presença da espécie foi assinalada no início de 2014 na zona portuária da cidade de Londres.
O seu veneno contém duas toxinas: (1) a toxina PhTx3, um poderoso agente neurotóxico que bloqueia o controle muscular, o que conduz à asfixia por paralisia do movimento respiratório, e induz intensa inflamação dos nervos sensitivos produzindo uma síndrome dolorosa extrema; e (2) a toxina Tx2-6 que desencadeia uma forte estimulação nervosa e aumenta a taxa de ácido nítrico no sangue produzindo longos e dolorosos acessos de priapismo nos homens..
Alguns dos efeitos secundários da sua picada são a perda de controle muscular, dor intensa e dificuldade respiratória. Se a vítima não é tratada com o antiveneno, pode provocar a morte devido à falta de oxigénio. Em geral, nos seres humanos, o veneno demora de 2 a 12 horas a provocar o seu pleno efeito.
Como a toxina Tx2-6 contida no veneno da aranhas Phoneutria nigriventer pode produzir fortes erecções, de até quatro horas de duração, por estimulação nervosa, cientistas brasileiros esperam fabricar a partir desta toxina medicamentos para ajudar homens que sofrem de disfunção eréctil.

## Publicação original
- Keyserling, 1891 : Die Spinnen Amerikas. Brasilianische Spinnen. Nürnberg, Predefinição:Vol., p. 1-278.